# Boughaz
Die Boughaz war eine Passagierfähre der marokkanischen Fährgesellschaft Comarit, die ursprünglich 1974 unter dem Namen Viking 5 für die finnische Reederei Viking Line den Dienst aufnahm. Das seit Dezember 2011 ausgemusterte Schiff wurde im Juli 2015 zum Abwracken ins türkische Aliağa verkauft, wo es am 14. August 2015 eintraf.

## Dienstzeit

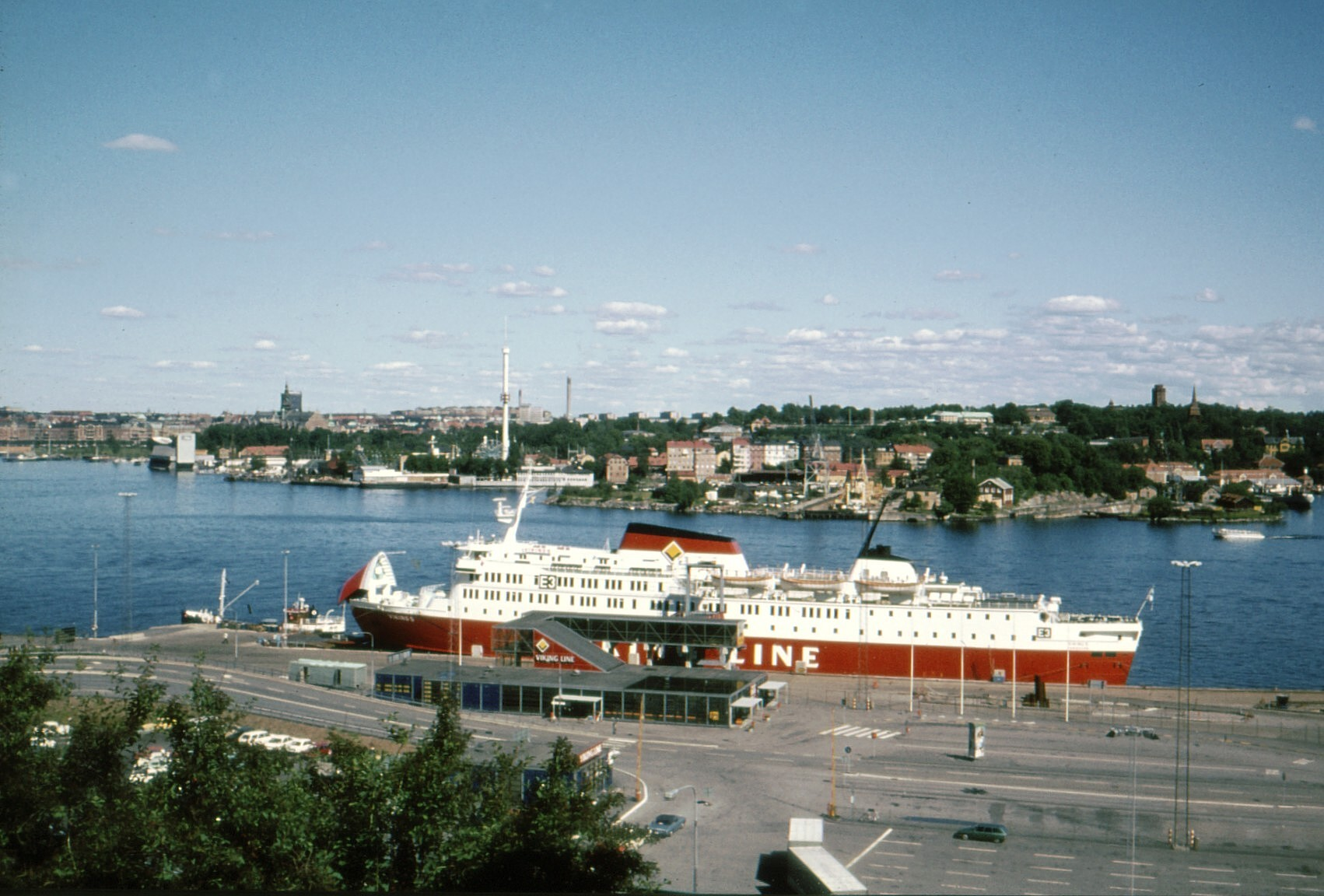
Als Viking 5 1974 in Stockholm

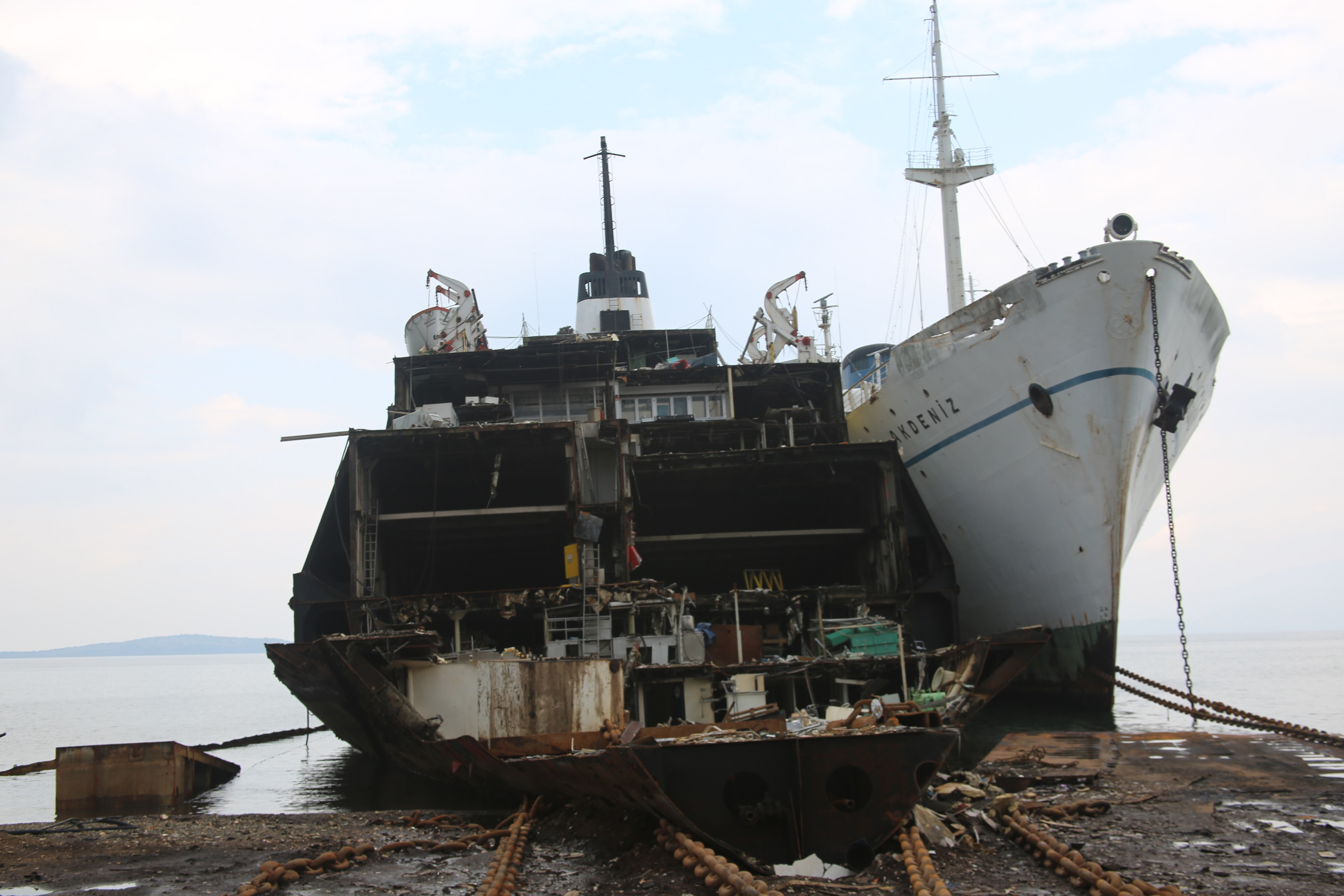
Die Boughaz beim Abbruch neben der Akdeniz

Die Viking 5 wurde als eines von insgesamt neun Schwesterschiffen für die finnische Viking Line in der Meyer Werft in Papenburg gebaut und im Juli 1974 auf der Strecke von Helsingfors nach Stockholm in Dienst gestellt. In den folgenden Jahren ereigneten sich mehrere Vorfälle an Bord der Viking 5: Sowohl im Juli 1977 als auch im August 1979 sprang ein Passagier von Bord des Schiffes, in beiden Fällen blieb eine Suche erfolglos. Im September 1979 verhielten sich drei männliche Passagiere störend gegenüber den anderen Fahrgästen, weshalb sie an Bord in Gewahrsam genommen wurden. Im Arrest brach ein Kampf aus, bei dem einer der drei Männer ums Leben kam.
Im Juni 1980 wechselte das Schiff zuerst auf die Strecke von Åbo nach Stockholm und nur einen Monat später auf die Strecke von Nådendal nach Kapellskär.
1981 wurde das Schiff an die finnische Reederei Ab Sally verkauft und in The Viking umbenannt. Fortan wurde es von Ramsgate nach Dünkirchen eingesetzt. Nachdem das Schiff 1981 und 1982 mehrfach wegen Maschinenschäden ausgefallen war, wurde die Maschinenanlage im September 1982 in Bremerhaven durch eine neue ersetzt. Im April 1983 kehrte sie als Sally Express wieder in den Dienst zurück.
Im Februar 1984 wurde das Schiff an Fred. Olsen verkauft und nach einer Modernisierung im Mai 1984 als Bolette auf der Strecke von Kristiansand nach Hirtshals in Dienst gestellt. Ab 1985 wurde sie auch von Hirtshals nach Bergen eingesetzt. Im Oktober 1985 wurde die Bolette als Wohnschiff in Ålborg genutzt. In den kommenden Jahren wurde das Schiff an mehrere Reedereien verchartert und auf verschiedenen Routen eingesetzt.
Im November 1988 kaufte die marokkanische Reederei Comarit das Schiff von Fred. Olsen und benannte es in Boughaz um. Es wurde von Algeciras nach Tanger eingesetzt. 1994 erfolgte eine Modernisierung der Boughaz in Bremerhaven. Eine weitere Modernisierung erfolgte 2001 in Barcelona. Das Schiff blieb über 20 Jahre im Dienst für Comarit, bis die Reederei im Dezember 2011 Insolvenz anmelden musste und aufgelöst wurde. Die Boughaz wurde zusammen mit den anderen Schiffen der Reederei aufgelegt und zum Verkauf angeboten.

## Abbruch
Ende Juli 2015 wurde das Schiff zum Abwracken ins türkische Aliağa verkauft. am 14. August 2015 traf das Schiff in der Abwrackwerft an, wo in den folgenden Tagen der Abbruch begann.